# Valentine (Nebraska)
Valentine – miasto w Stanach Zjednoczonych, w stanie Nebraska, siedziba administracyjna hrabstwa Cherry.